# أيام قرطاج السينمائية
أيام قرطاج السينمائية (بالفرنسية: Les Journées Cinématographiques de Carthage) مهرجان سينمائي كان ينتظم بتونس كل سنتين خلال شهر أكتوبر (تشرين الأول) وأصبح بعد ذلك مناسبة سنويّة يكون موعدها مع الجمهور مابين شهر أكتوبر (تشرين الأول) ونوفمبر (تشرين الثاني) من كلّ عام، وقد تأسس عام 1966 ببادرة من الطاهر شريعة، وتشرف عليها لجنة يرأسها وزير الثقافة وتتكون من مختصين في القطاع السينمائي. أيام قرطاج السينمائية هو أقدم مهرجان سينمائي في دول الجنوب لا يزال يعقد دوراته بانتظام. وهي إحدى ثلاث تظاهرات فنية تستكمل بعضها، إذ نجد كذلك أيام قرطاج المسرحية، أيام قرطاج الشعرية وأيام قرطاج الموسيقية.
ومنذ سنة 2015 أصبح المهرجان يعقد سنويا حيث انتظمت الدورة من 21 إلى 28 نوفمبر 2015 تحت إدارة إبراهيم لطيف. ويذكر أن درة بوشوشة كانت مديرة الأيام في 2014 وقبلها محمد المديوني. وتولى نجيب عياد إدارة المهرجان لحين وفاته في 2019. وتنعقد الدورة الثلاثون من 26 أكتوبر إلى 2 نوفمبر 2019.

## البرنامج
يحتوي البرنامج الرسمي لأيام قرطاج السينمائية على المسابقة الرسمية، وأهم جوائزها التانيت الذهبي، وعلى قسم للبانوراما مفتوح للأفلام العربية والإفريقية، وأقسام أخرى منها «القسم الدولي» وهو مفتوح لأحدث الأفلام الضخمة مهما كان مصدرها، وقسم «تكريم» لسينما إحدى الدول المشاركة أو لإحدى الشخصيات السينمائية الشهيرة. هناك أيضا «ورشة المشاريع» وترمي إلى تنمية مشاريع الأفلام الإفريقية والعربية بتمكينها من «دعم للسيناريو»، وقسم مسابقة فيديو للأشرطة الطويلة والقصيرة. ومع المحافظة علي الطابع الإفريقي والعربي.

## المسابقات
تنظم أيام قرطاج السينمائية عدة مسابقات هي على التوالي:
- في السينما: مسابقة الأشرطة الطويلة، ومسابقة الأشرطة القصيرة.
- في باب بانوراما، أشرطة طويلة وأشرطة قصيرة
- في الفيديو: أشرطة طويلة وأشرطة قصيرة

## التانيت الذهبي
فازت بالتانيت الذهبي الأفلام الطويلة التالية:
- 1966: فيلم فتاة سوداء للمخرج السنغالي عثمان سمبين.
- 1968: حجبت الجائزة.
- 1970: فيلم الاختيار للمصري يوسف شاهين.
- 1972: الفيلمان المخدوعون للمصري توفيق صالح وصامبيزانقا لسارة مالدرورو من الكونغو الديمقراطية.
- 1974: فيلم كفر قاسم للبناني برهان علوية وعمال عبيد للموريتاني محمد هندو.
- 1976: فيلم السفراء للمخرج التونسي الناصر القطاري.
- 1978: فيلم مغامرات بطل للجزائري مرزاق علواش.
- 1980: فيلم عزيزة للمخرج التونسي عبد اللطيف بن عمار.
- 1982: فيلم الريح للمخرج المالي سليمان سيسى.
- 1984: فيلم أحلام المدينة للمخرج السوري محمد ملص.
- 1986: فيلم ريح السد للمخرج التونسي نوري بوزيد
- 1988: فيلم عرس الجليل للمخرج الفلسطيني ميشال خليفي.
- 1990: فيلم الحلفاوين للتونسي فريد بوغدير.
- 1992: فيلم الليل للمخرج السوري محمد ملص.
- 1994: فيلم صمت القصور للمخرجة التونسية مفيدة التلاتلي.
- 1996: فيلم سلاما يا ابن العم للجزائري مرزاق علواش.
- 1998: فيلم العيش في الجنة للمخرج الجزائري بوعلام قرجو.
- 2000: فيلم ثمن العفو للسنغالي منصور صوراواد.
- 2004: فيلم فوق الدار البيضاء الملائكة لا تحلق لمحمد عسلي.
- 2006: فيلم آخر فيلم للتونسي نوري بوزيد.
- 2008: فيلم تيزا للأثيوبي هايلي جيرما.
- 2010: فيلم ميكروفون للمخرج المصري أحمد عبد الله السيد[2]
- 2012: فيلم القارب للسنغالي موسى توريه.
- 2014: فيلم عمر للفلسطيني هاني أبو أسعد.
- 2015: فيلم جوق العميين للمغربي محمد مفتكر.
- 2016: فيلم زينب لا تحب الثلج كوثر بن هنية (تونس)
- 2017: فيلم قطار الملح والسكر للموزمبيقي لشنيو ازفيدو
- 2018: فيلم فتوى للتونسي محمود بن محمود
- 2019: فيلم نورة تحلم للتونسية البلجيكية هند بوجمعة

## التانيت البرونزي
فازت بالتانيت البرونزي الأفلام القصيرة التالية:
- 2017: فيلم ونس للمخرج المصري أحمد نادر[3]
- 2016: فيلم A PLACE FOR MY SELF  للمخرجة ماري كلامونتين[4]
- 2015: فيلم موجة للمخرج الجزائري عمر بلقاسمي[5]
- 2014: فيلم أيام الماضي للمخرج الجزائري كريم موساوي[6]

## أضواء على الدورات الأخيرة
- انتظمت الدورة العشرون من 1 إلى 9 أكتوبر 2004، وقد عرض خلالها 257 شريطا من 43 بلداً من مختلف أنحاء العالم، أما المسابقة الرسمية فقد شهدت مشاركة 22 شريطا من البلدان العربية والإفريقية من بينها 11 شريطا هي أعمال أولى بالنسبة لمخرجيها، أما الأشرطة القصيرة المدرجة في المسابقة الرسمية فعددها 15 كما تم خلاللها معرض دولي للمنتوجات السمعية البصرية، وورشة للنهوض بمشاريع الأفلام، ومسابقة لأشرطة الفيديو، إلى جانب تكريم السينما المغربية والسينما الألمانية والمخرج والناقد الفرنسي الراحل جان روش والفنانة المصرية يسرا[7]
- الدورة الحادية والعشرون انتظمت فيما بين 11 و18 نوفمبر 2006، وشارك فيها 350 شريطا من بينها 27 شريطا من إ‘حدى عشر دولة عربية في قسم بانوراما[8]، وقد تم خلالها تكريم كل من المخرجان الإيفواري هنري دوبارك، والمصري يسري نصر الله، والروائي المصري نجيب محفوظ، بالإضافة إلى تكريم السينما المغربية اليوم. كما حظيت سينما أمريكا اللاتينية علي مكانة خاصة في المهرجان بعرض مختارات من أشرطتها، وسُلطت الأضواء بشكل خاص علي السينما في الأرجنتين، واحتفي المهرجان كذلك بالسينما الآسيوية، من خلال تسليط أضواء خاصة علي السينما في كوريا الجنوبية.[9] وقد شهدت المسابقة مشاركة 15 شريطا طويلا.[10]
- انتظمت الدورة الثانية والعشرون فيما بين 22 أكتوبر و1 نوفمبر 2008، وقد انعقدت خلالها ندوة تحت شعار: «التكنولوجيا الجديدة وانعكاساتها على الافلام ذات الكلفة الضعيفة»، وتم فيها تكريم السينما الفلسطينية، كما تم تكريم المخرج المصري الراحل يوسف شاهين، والمنتج التونسي أحمد بهاء عطية وكلاهما توفي خلال عام 2008، إضافة إلى المخرج السنغالي صامبي عصمان.[11]
- الدورة الثالثة والعشرون انتظمت فيما بين 23 و31 أكتوبر 2010، بالتزامن مع السنة الوطنية للسينما، وتم خلالها تكريم عدد من الشخصيات السينمائية وهم: الطاهر شريعة مؤسس المهرجان ونور الشريف الممثل المصري، ورشيد بوشارب المخرج والمنتج الفرنسي-الجزائري، وهيام عباس الممثلة والمخرجة والكاتبة الفلسطينية، والمخرج اللبناني غسان شلهب والممثل والمخرج المالي الراحل سوتيغي كوياتي، الذي أهدته الدورة 22 من المهرجان التانيت الشرفي.[12] وقد عرضت خلال هذه الدورة 250 شريطا في مختلف المسابقات، من بينها 16 شريطا عربيا وإفريقيا في المسابقة الرسمية للأشرطة الطويلة.[12] كما انتظمت ندوة يومي 26 و27 أكتوبر 2010 حول «السينما الإفريقية والمغاربية وعلاقتها بالمتلقي»[13]

## وصلات خارجية
- موقع أيام قرطاج السينمائية 2006
- صور الفائزين بالتانيت الذهبي منذ 1966